# هنری هالند (معمار)
هنری هالند (انگلیسی: Henry Holland; ۲۰ ژوئیهٔ ۱۷۴۵ – ۱۷ ژوئن ۱۸۰۶) یک معمار اهل بریتانیا بود.
وی از طراحان میدان اسلون و معمار بازسازی تئاتر رویال، دروری لین، کارلتون هاوس و تالار اپرای سلطنتی لندن بوده است.

## نگارخانه

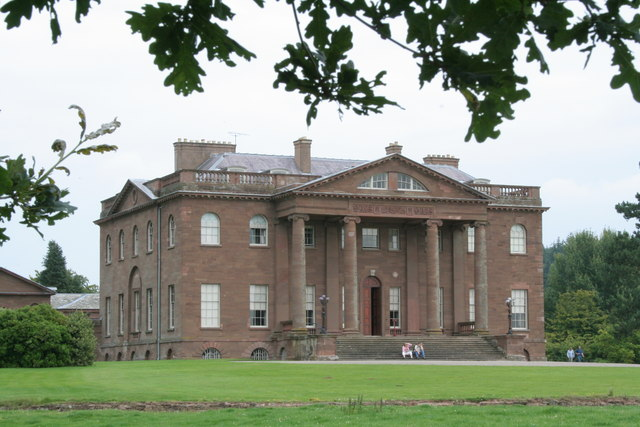
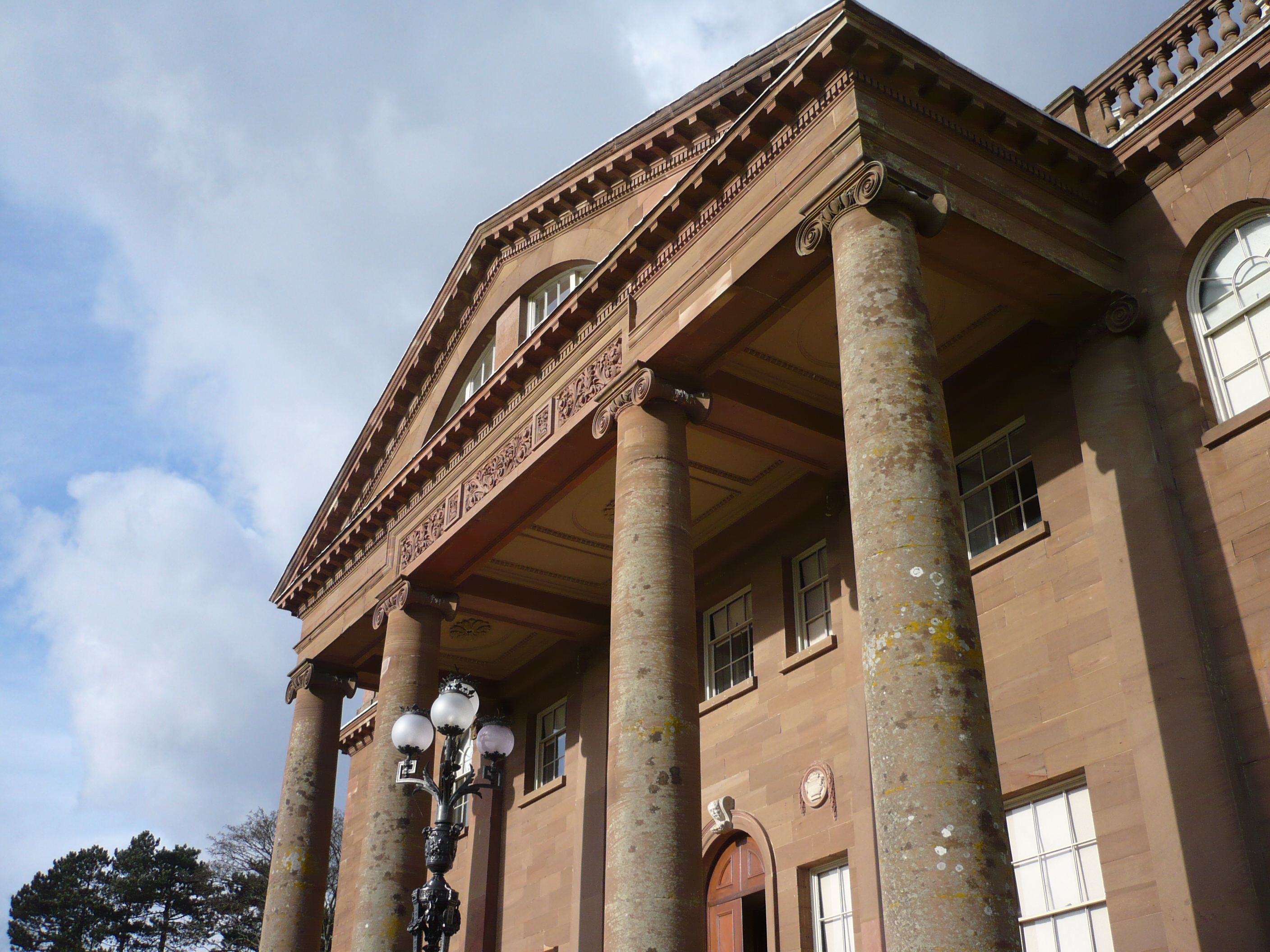
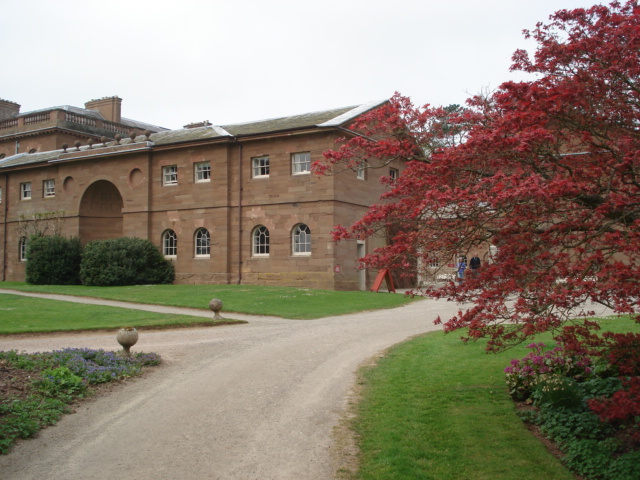
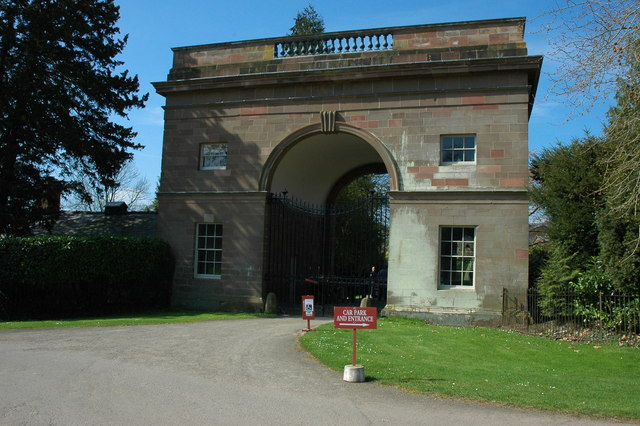